# John Keller
John Frederick Keller, né le 10 novembre 1928 à Page City, au Kansas, décédé le 6 octobre 2000 à Great Bend, au Kansas, est un ancien joueur américain de basket-ball. Il évolue au poste d'arrière. 

## Palmarès
- Champion olympique 1952
- Champion NCAA 1952